# 7324 Carret
7324 Carret este un asteroid din centura principală de asteroizi.

## Descriere
7324 Carret este un asteroid din centura principală de asteroizi. A fost descoperit pe 31 ianuarie 1981 la Harvard College Observatory. El prezintă o orbită caracterizată de o semiaxă mare de 2,42 ua, o excentricitate de 0,23 și o înclinație de 10,1° în raport cu ecliptica.